# Carabodes prunum
Carabodes prunum är en kvalsterart som beskrevs av K. Fujikawa 1993. Carabodes prunum ingår i släktet Carabodes och familjen Carabodidae. Inga underarter finns listade.